# Lista de políticos de Jaguari
Lista de políticos do município gaúcho de Jaguari.

## Lista de intendentes e prefeitos

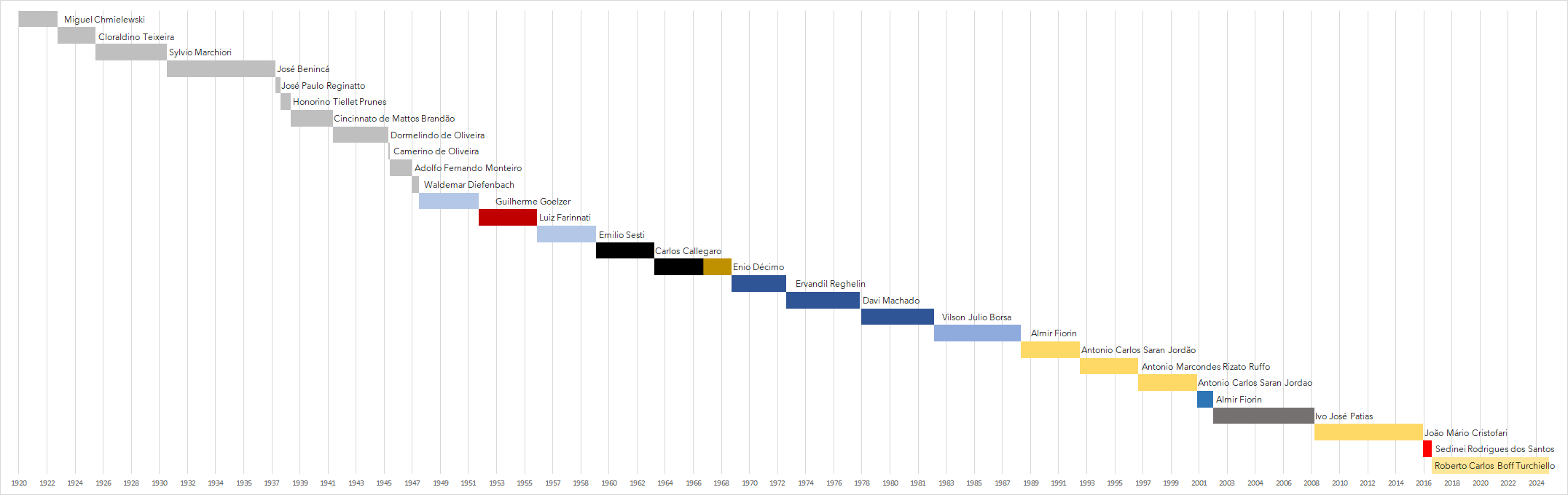
Linha do tempo dos presfeitos de Jaguari

| N°                                 | Nome                           | Partido                       | Mandato                                                                          | Vice                                  |
| República Velha (1889 a 1930)      | República Velha (1889 a 1930)  | República Velha (1889 a 1930) | República Velha (1889 a 1930)                                                    | República Velha (1889 a 1930)         |
| ---------------------------------- | ------------------------------ | ----------------------------- | -------------------------------------------------------------------------------- | ------------------------------------- |
| 1                                  | Miguel Chmielewski             | —                             | 25 de agosto de 1920 - 23 de abril de 1923                                       | Cloraldino Teixeira                   |
| 2                                  | Cloraldino Teixeira            | —                             | 24 de abril de 1923 - 12 de novembro de 1925                                     | —                                     |
| 3                                  | Sylvio Marchiori [sic]         | —                             | 13 de novembro de 1925(de jure) 9 de janeiro de 1926(de facto) - outubro de 1930 | —                                     |
| Estado Novo (1930 a 1945)          |                                |                               |                                                                                  |                                       |
| 4                                  | José Benincá                   | —                             | outubro de 1930 - 2 de março de 1938                                             | —                                     |
| 5                                  | José Paulo Reginatto           | —                             | 3 de março de 1938 - 22 de junho de 1938                                         | —                                     |
| 6                                  | Honorino Tiellet Prunes        | —                             | 23 de junho de 1938 - 14 de março de 1939                                        | —                                     |
| 7                                  | Cincinnato de Mattos Brandão   | —                             | 15 de março de 1939 - 23 de janeiro de 1942                                      | —                                     |
| 8                                  | Dormelindo de Oliveira         | —                             | 24 de janeiro de 1942 - 02 de novembro de 1945                                   | —                                     |
| República Populista (1945 a 1964)  |                                |                               |                                                                                  |                                       |
| Interino                           | Camerino de Oliveira           | —                             | 03 de novembro de 1945 - 18 de dezembro de 1945                                  | —                                     |
| 9                                  | Adolfo Fernando Monteiro       | —                             | 19 de dezembro de 1945 - 9 de junho de 1947                                      | —                                     |
| 10                                 | Waldemar Diefenbach            | —                             | 10 de junho de 1947 - 7 de dezembro de 1947                                      | —                                     |
| 11                                 | Guilherme Goelzer              | PSD                           | 8 de dezembro de 1947 - 31 de dezembro de 1952                                   | —                                     |
| 12                                 | Luiz Farinnati                 | PL                            | 1 de janeiro de 1953 - 31 de dezembro de 1955                                    | João Vielmo                           |
| 13                                 | Emilio Sesti                   | PSD                           | 1 de janeiro de 1956 - 31 de dezembro de 1959                                    | Waldemar Diefenbach                   |
| 14                                 | Carlos Callegaro               | PTB                           | 1 de janeiro de 1960 - 31 de dezembro de 1963                                    | Daniel Lena Marchiori (PSD)           |
| Ditadura Militar (1964 a 1985)     |                                |                               |                                                                                  |                                       |
| 15                                 | Enio Décimo                    | PTB/MDB                       | 1 de janeiro de 1964 - 25 de março 1969                                          | Antonio Scolari (PTB)                 |
| 16                                 | Ervandil Reghelin              | ARENA                         | 26 de março de 1969 - 31 de dezembro de 1973                                     | Adão Germano Buss (ARENA)             |
| 17                                 | Davi Machado                   | ARENA                         | 1 de janeiro de 1974 - 31 de dezembro de 1977                                    | Almir Fiorin (ARENA)                  |
| 18                                 | Vilson Julio Borsa             | ARENA                         | 1 de janeiro de 1978 - 31 de janeiro de 1983                                     | Arnaldo José Frizzo (ARENA)           |
| Nova República (1985 à atualidade) |                                |                               |                                                                                  |                                       |
| 19                                 | Almir Fiorin                   | PDS                           | 1 de fevereiro de 1983 - 31 de dezembro de 1988                                  | Petronio dos Santos Farinatti (PDS)   |
| 20                                 | Antonio Carlos Saran Jordão    | PMDB                          | 1 de janeiro de 1989 - 31 de dezembro de 1992                                    | Antonio Marcondes Rizato Ruffo (PMDB) |
| 21                                 | Antonio Marcondes Rizato Ruffo | PMDB                          | 1 de janeiro de 1993 - 31 de dezembro de 1996                                    | Ivo José Patias (PDT)                 |
| 22                                 | Antonio Carlos Saran Jordao    | PMDB                          | 1 de janeiro de 1997 - 31 de dezembro de 2000                                    | Volter Romil Malgarin da Costa(PMDB)  |
| 23                                 | Almir Fiorin                   | PPB                           | 1 de janeiro de 2001 - 1 de fevereiro 2002                                       | Ivo José Patias (PDT)                 |
| 24                                 | Ivo José Patias                | PDT                           | 1 de fevereiro 2002 - 31 de dezembro de 2004                                     | nenhum                                |
| 24                                 | Ivo José Patias                | PDT                           | 1 de janeiro de 2005 - 31 de dezembro de 2008                                    | Aida Eloísa Lena Fiorin (PPB)         |
| 25                                 | João Mário Cristofari          | PMDB                          | 1 de janeiro de 2009 - 31 de dezembro de 2012                                    | Milton José Bolzan (PT)               |
| 25                                 | João Mário Cristofari          | PMDB                          | 1 de janeiro de 2013 - 31 de maio de 2016                                        | Sedinei Rodrigues dos Santos (PT)     |
| 26                                 | Sedinei Rodrigues dos Santos   | PT                            | 31 de maio de 2016 - 31 de dezembro de 2016                                      | nenhum                                |
| 27                                 | Roberto Carlos Boff Turchiello | MDB                           | 1 de janeiro de 2017 - 31 de dezembro de 2020                                    | Lucas Denardi Cattelan (MDB)          |
| 27                                 | Roberto Carlos Boff Turchiello | MDB                           | 1 de janeiro de 2021 - 31 de dezembro de 2024                                    | Lucas Denardi Cattelan (MDB)          |
| 28                                 | Igor Rosa Tambara              | MDB                           | 1 de janeiro de 2025 - Atual                                                     | Elenice de Lourdes Cattelan (MDB)     |

Sem partido, PSD, PL, PTB, MDB, ARENA, PDS, MDB, PPB, PDT, PT

## Lista de presidentes da Câmara de Vereadores[27]
| N°                                 | Nome                              | Período                           | Partido                           |
| República Populista (1945 a 1964)  | República Populista (1945 a 1964) | República Populista (1945 a 1964) | República Populista (1945 a 1964) |
| ---------------------------------- | --------------------------------- | --------------------------------- | --------------------------------- |
| 1                                  | Eugênio Rigon                     | 1947                              |                                   |
| 2                                  | João Vielmo                       | 1948 - 1951                       |                                   |
| 3                                  | Ruy Silveira                      | 1952 - 1955                       |                                   |
| 4                                  | Victório Emanuele Lena            | 1955                              |                                   |
| 5                                  | Olinto Gaetano Battaglin          | 1956                              |                                   |
| 6                                  | Cipriano Machado Leal             | 1956                              |                                   |
| 7                                  | Olinto Gaetano Battaglin          | 1957                              |                                   |
| 8                                  | Carlos Callegaro                  | 1957                              |                                   |
| 9                                  | Antônio Scolari                   | 1958 - 1959                       |                                   |
| 10                                 | José Flores Pimentel              | 1959                              |                                   |
| 11                                 | Adão Germano Buss                 | 1960 - 1962                       | PSD                               |
| 12                                 | Argemiro Cardoso da Silveira      | 1962 - 1963                       | PL                                |
| Ditadura Militar (1964 a 1985)     |                                   |                                   |                                   |
| 13                                 | Djalma Uberti                     | 1964                              |                                   |
| 14                                 | Sérgio Noel Marchiori Diefenbach  | 1965                              |                                   |
| 15                                 | Vilson Júlio Borsa                | 1966                              |                                   |
| 16                                 | Sérgio Noel Marchiori Diefenbach  | 1967 - 1968                       |                                   |
| 17                                 | Acelino Antônio Guerra            | 1969                              | ARENA                             |
| 18                                 | Carlos Alberto Sesti              | 1970                              | ARENA                             |
| 19                                 | Arnaldo José Frizzo               | 1971 - 1972                       | ARENA                             |
| 20                                 | Adão Germano Buss                 | 1973 - 1976                       | ARENA                             |
| 21                                 | Antônio Marcondes Rizato Ruffo    | 1977 - 1978                       | ARENA                             |
| 22                                 | João Vielmo                       | 1979 - 1980                       | ARENA                             |
| 23                                 | Flavio Saciloto Lena              | 1981 - 1982                       | ARENA                             |
| 24                                 | Sérgio Noel Marchiori Diefenbach  | 1983 - 1984                       | PDS                               |
| Nova República (1985 à atualidade) |                                   |                                   |                                   |
| 25                                 | Carlos Valente Fava               | 1985 - 1986                       | PDS                               |
| 26                                 | Sérgio Noel Marchiori Diefenbach  | 1987 - 1988                       | PDS                               |
| 27                                 | Arno Varlei Mello Berger          | 1989                              | PDS                               |
| 28                                 | Wolmar Zanini Picoli              | 1990                              | PDT                               |
| 29                                 | José Antônio Biguelin             | 1991                              | PDS                               |
| 30                                 | Wolmar Zanini Picoli              | 1992                              | PDT                               |
| 31                                 | Álvaro de Oliveira Feliciani      | 1993                              | PMDB                              |
| 32                                 | Wolmar Zanini Picoli              | 1994                              | PDT                               |
| 33                                 | Jader Ferret Fagundes             | 1995                              | PDT                               |
| 34                                 | José Antônio Biguelin             | 1996                              | PDS                               |
| 35                                 | Eudo Callegaro Tambara            | 1997                              | PMDB                              |
| 36                                 | Luiz Almir Flores Machado         | 1998                              | PMDB                              |
| 37                                 | Hugo Derli Giacomelli             | 1999                              | PMDB                              |
| 38                                 | Hélio Genésio Piveta              | 2000                              | PMDB                              |
| 39                                 | José Dalosto Valente              | 2001                              | PPB                               |
| 40                                 | Ideli da Fonseca Diefenbach       | 2002                              | PPB                               |
| 41                                 | Fernando Bolzan                   | 2003                              | PDT                               |
| 42                                 | Ideli da Fonseca Diefenbach       | 2004                              | PPB                               |
| 43                                 | Eva Sobrosa Machado               | 2005                              | PP                                |
| 44                                 | Elisângela Piccoli Dri            | 2006                              | PP                                |
| 45                                 | Fernando Bolzan                   | 2007                              | PDT                               |
| 46                                 | Norberto Valente Fava             | 2008                              | PP                                |
| 47                                 | Eudo Callegaro Tambara            | 2009 - 2010                       | PMDB                              |
| 48                                 | Ezio Jocelito Silva               | 2011                              | PMDB                              |
| 49                                 | Hélio Genésio Piveta              | 2012                              | PMDB                              |
| 50                                 | Cátia Elizandra Siqueira          | 2013 - 2014                       | SD                                |
| 51                                 | Eudo Callegaro Tambara            | 2015                              | PMDB                              |
| 52                                 | Ezio Jocelito Silva               | 2016                              | PMDB                              |
| 53                                 | Wolmar Zanini Picoli              | 2017                              | PDT                               |
| 54                                 | Igor Rosa Tambara                 | 2018 - 2021                       | MDB                               |
| 55                                 | Ezio Jocelito Silva               | 2022                              | MDB                               |
| 56                                 | Anizio de Oliveira Feliciani      | 2023                              | MDB                               |
| 57                                 | Elenice Cattelan                  | 2024                              | MDB                               |
| 58                                 | Cátina Monteiro Frescura          | 2025                              | PDT                               |